# Paz del Chaco
La Paz del Chaco se refiere al Protocolo de Paz firmado el 12 de junio de 1935 entre Paraguay y Bolivia, poniendo fin a la guerra del Chaco. Era un armisticio que significó el cese definitivo de las hostilidades entre ambos países. Se firmó en Buenos Aires, Argentina, cuando los dos ejércitos enemigos seguían combatiendo en los campos de batalla.
El acuerdo establecía que dos días después de su firma, 14 de junio de 1935, debían cesar los disparos. Ese día, soldados de ambos bandos rompieron las trincheras, se estrecharon las manos y se abrazaron en gesto de confraternidad. En Bolivia la Paz del Chaco se celebra el 14 de junio; mientras en Paraguay se la conmemora el 12 de junio.

## Partes firmantes
El armisticio fue firmado al medio día del 12 de junio de 1935, por los cancilleres Tomás Manuel Elío de Bolivia y Luis Alberto Riart de Paraguay, en presencia del grupo de mediadores conformado por los cancilleres Carlos Saavedra Lamas de Argentina y José Carlos de Macedo Soares de Brasil, junto a los embajadores Alexander Weddell  y Hugo Gobson de Estados Unidos,  Felipe Barreda Laos del Perú, Luis Alberto Cariola de Chile y Eugenio Martínez Thedy de Uruguay.
El Protocolo fue legalmente aprobado por el Congreso del Paraguay el 20 de junio de 1935 y ratificado por el Poder Legislativo de Bolivia un día después.
El pacto de no agresión dispuso convocar a una Conferencia de Paz, con el fin de establecer una demarcación de los límites creados por la ocupación militar paraguaya y boliviana sobre los territorios en disputa. En caso de que dicha Comisión no lograse resolver el diferendo pos-bélico, el Protocolo dejaba abierta la alternativa de recurrir en arbitraje ante la Corte Permanente de Justicia Internacional de La Haya.

## Comisión de Límites
La Paz del Chaco no resolvió, sin embargo, el conflicto limítrofe que desencadenó la conflagración bélica. La demarcación posbélica de las nuevas fronteras se acordó tres años después, mediante el Tratado de Paz, Amistad y Límites, firmado —también en Buenos Aires— el 21 de julio de 1938, como corolario de la Conferencia de la Paz del Chaco reunida desde junio de ese año en la capital argentina.
El Tratado de Paz y Amistad de 1938 estipuló crear la Comisión Mixta Demarcadora de Límites, integrada por delegados de Bolivia y Paraguay, y por los países garantes del Tratado que también fueron mediadores en el Protocolo de Paz de 1935: Argentina, Brasil, Chile, Estados Unidos, Perú y Uruguay. 
La labor demarcatoria de dicha Comisión se prolongó durante siete décadas, concluyendo su trabajo en 2007. El 27 de abril de 2009, los gobiernos de Bolivia y Paraguay —nuevamente en Buenos Aires—  firmaron  el Acta de Cumplimiento y Ejecución del Tratado de Paz, Amistad y Límites.

## Antecedentes
Con anterioridad a la guerra del Chaco, hubo varios tratados limítrofes entre Bolivia y Paraguay que no llegaron a demarcar plenamente las fronteras de ambos países, por lo que el conflicto bélico se gestó desde fines del siglo XIX.
Durante el enfrentamiento armado que estalló en 1932, pese a su desventaja numérica, el Ejército paraguayo contó con auxilio logístico de Argentina y sacó ventajas del clima chaqueño, seco y caluroso, el cual diezmó a las tropas bolivianas que se desplazaban desprevenidas desde el altiplano andino:

“El otro enemigo, más implacable que la Argentina y el Paraguay juntos, era el clima con sus enfermedades de esa región casi insoportablemente calurosa, para la generalidad de los soldados mayormente provenientes de tierras altas. Al respecto y según los datos estadísticos que nos brinda el general Juan lechín Suárez, el total de bajas en general del ejército boliviano fue de 27.860.11 De esta cifra y desglosando los correspondientes a las bajas en la zona de operaciones, el autor refiere que los muertos en combate sumaron 6.228, los heridos incurables 1.500, los ahogados y muertos por otras causas, 2.000. El resto y mayormente provocadas por enfermedades propias de la zona en directa relación con la disminución de las defensas orgánicas de los soldados”.
Diego Martínez Estévez: Los factores concurrentes en la Guerra del Chaco, Revistas Bolivianas, UMSA, La Paz, Junio 2015

Otro factor que debilitó a la fuerza castrense boliviana —cuyos divididos mandos desplegaban una estrategia convencional de guerra de trincheras— fue la innovación planteada por el general José Félix Estigarribia, Comandante en Jefe del Ejército paraguayo, con una estrategia de “movimientos envolventes” que fueron cercando y bloqueando a las tropas bolivianas desde diversos frentes simultáneos. A partir de la Batalla de Boquerón, las tropas dirigidas por Estigarribia fueron ganando terreno.
El 5 de junio de 1935 se libró la batalla de Pozo del Tigre-Ingavi, que dio lugar a las negociaciones de paz. La táctica del cerco multi-flanco del general Estigarribia tuvo un efecto devastador para las diezmadas tropas bolivianas. La toma del Fortín Ingavi colocó al Ejército paraguayo en posición favorable para avanzar hacia el departamento de Santa Cruz y tomar yacimientos petrolíferos en esa zona interior de Bolivia.
Las negociaciones del armisticio en Buenos Aires, que se concretaron tras la toma del Fortín Ingavi, fueron auspiciadas por el canciller argentino Carlos Saavedra Lamas, quien, debido a esa gestión que puso fin a la guerra del Chaco, recibió el Premio Nobel de La Paz en 1937.